# 자유와 직접 민주주의
자유와 직접 민주주의(自由와 直接 民主主義, 체코어: Svoboda a přímá demokracie)는 체코의 보수 정당으로, 2015년 새벽-국민연합에서 탈당한 토미오 오카무라가 창당했다. 2017년 총선거 결과, 체코 하원의 경우 체코 해적당에 이은 4당이다. 이 정당의 이념은 유럽회의주의, 직접민주주의를 지향한다. 자유와 직접민주주의는 EU를 극렬하게 반대하며, 안드레이 바비스의 난민 정책의 수정을 요구한다.

## 역대 선거결과

### 체코 대의원
| 년도   | 득표    | 지지율 | 의석 수  | +/–                    | 순위 | 집권 여부 |
| ------ | ------- | ------ | -------- | ---------------------- | ---- | --------- |
| 2015년 |         |        | 9 / 150  | 새벽-국민연합에서 분당 |      | 야당      |
| 2017년 | 538,574 | 10.64% | 22 / 200 | 14                     | 4위  | 야당      |

### 시의회
| 년도   | 득표    | 지지율 | 좌석     | +/- | 순위 | 비고              |
| ------ | ------- | ------ | -------- | --- | ---- | ----------------- |
| 2016년 | 153,099 | 5.7%   | 18 / 675 |     | 6위  | 시민권리당과 연합 |